# Xã Frost, Michigan
Xã Frost (tiếng Anh: Frost Township) là một xã thuộc quận Clare, tiểu bang Michigan, Hoa Kỳ. Năm 2010, dân số của xã này là 1.047 người.